# Uc de Pena

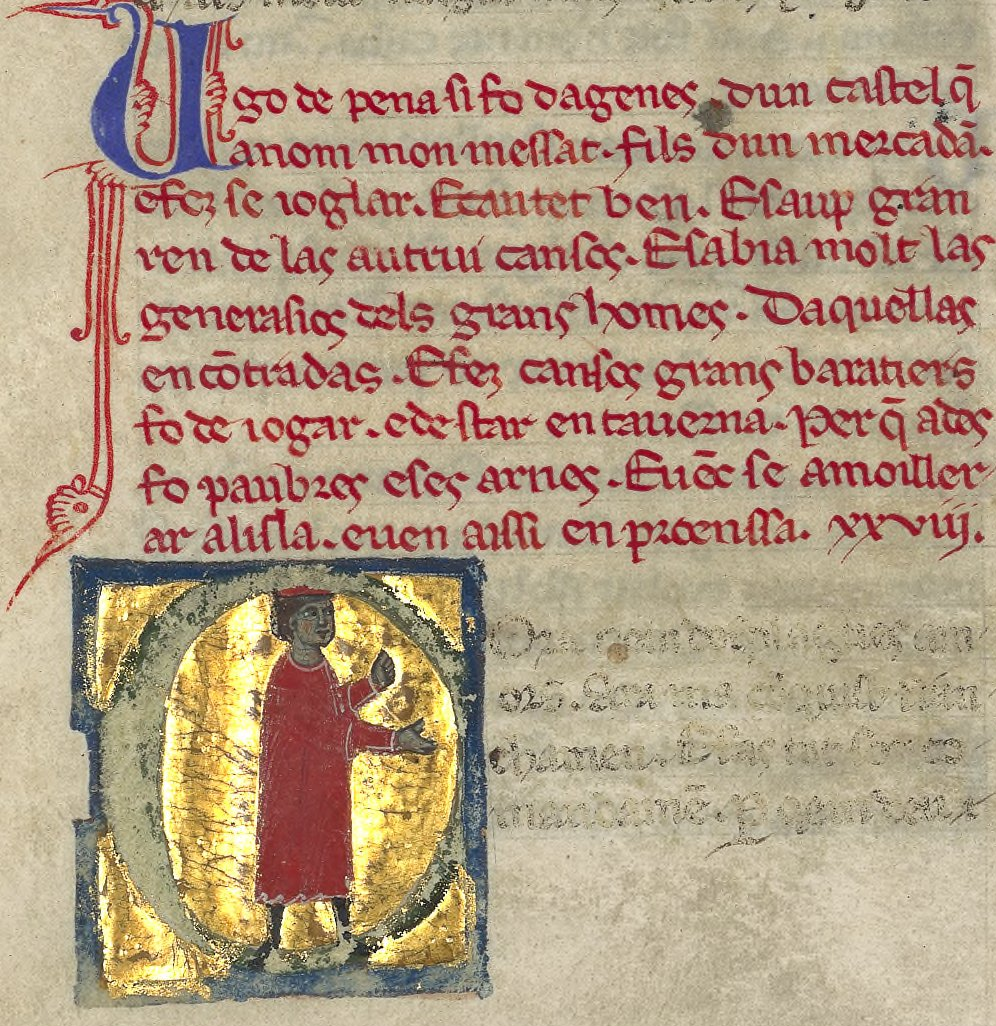
BnF ms. 12473 fol. 126v; cançoner K

Uc de Pena (o Ugo o Uco) (fl. segona meitat del s. XIII) fou un trobador occità.

## Vida
Es conserva una vida d'Uc de Pena que ens informa que era de l'Agenès, d'un castell anomenat Monmessat. El castell no ha pogut ser identificat però el seu lloc d'origen seria Pena d'Agenés. La vida diu que era fill d'un mercader i que es feu joglar i que sabia cantar molt bé i que sabia moltes cançons d'altres trobadors. També diu la vida que sabia molt las generasios dels grans homes d'aquellas encontradas ("sabia moltes coses de la genealogia dels homes d'aquelles contrades"). La vida acaba dient que, pel seu costum de jugar i freqüentar tavernes, sempre fou pobre. I que, finalment, es casà a l'Isla en Venaissi (és a dir L'Illa de Veniça, a Provença).
Les dades de la vida no són fàcils de confirmar però sí que sembla que aquest personatge es documenta a la segona meitat del segle xiii a Provença.

## Obra

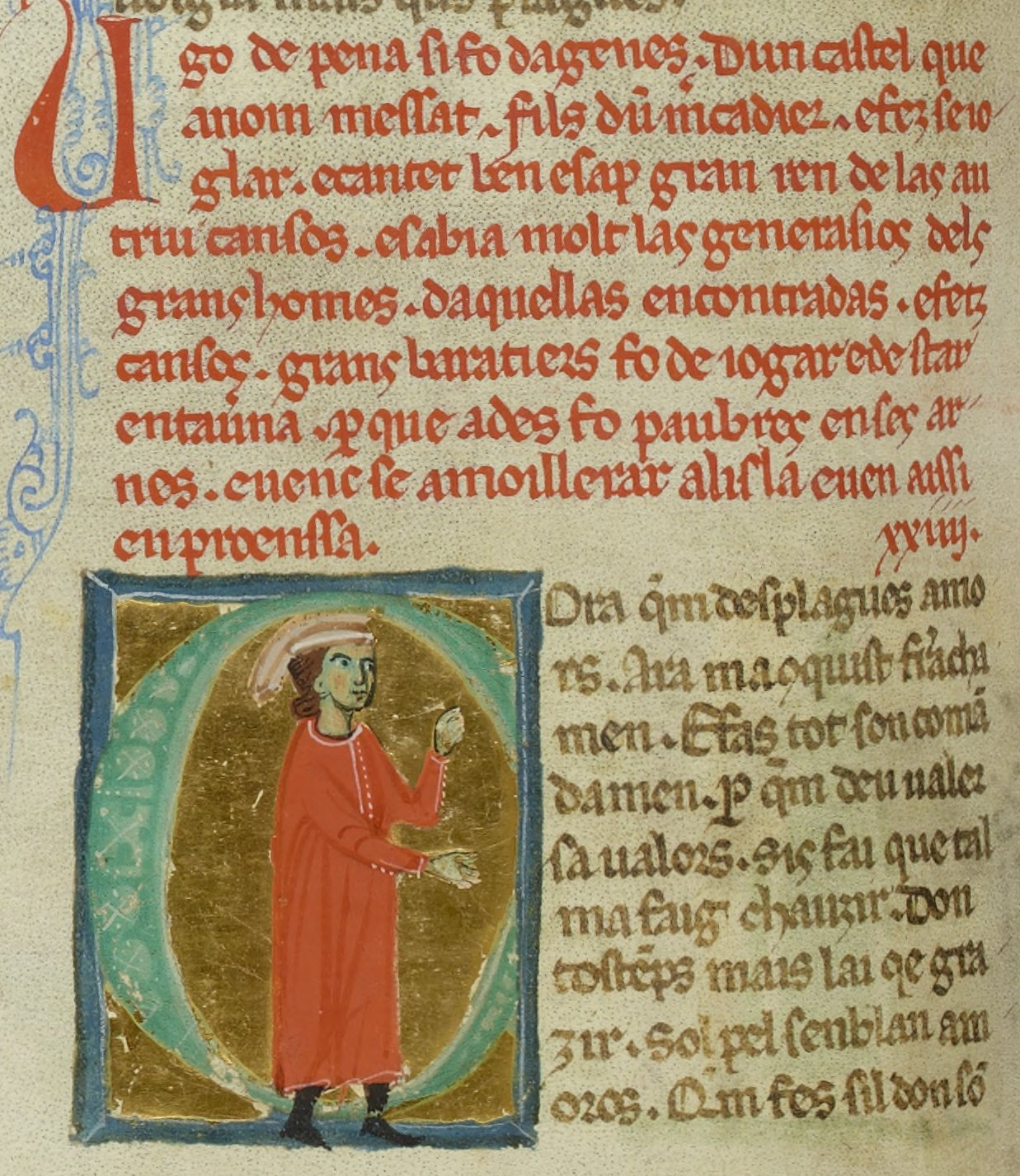
BnF ms. 854 fol. 140v; cançoner I

De la seva obra se'n conserven només tres cançons de temàtica cortès.
- (456,1)[3] Cora qe·m desplagues Amors
- (456,2) Si anc me fe amors que·m desplagues
- (456,2a) Uns novels jois m'adutz

### Repertoris
- Alfred Pillet / Henry Carstens, Bibliographie der Troubadours von Dr. Alfred Pillet […] ergänzt, weitergeführt und herausgegeben von Dr. Henry Carstens. Halle : Niemeyer, 1933 [Uc de Pena és el número PC 456]
- Guido Favati (editor), Le biografie trovadoriche, testi provenzali dei secc. XIII e XIV, Bologna, Palmaverde, 1961, pàg. 366
- Martí de Riquer, Vidas y retratos de trovadores. Textos y miniaturas del siglo XIII, Barcelona, Círculo de Lectores, 1995 p. 134-136 [Reproducció de la vida, amb traducció a l'espanyol, i miniatures dels cançoners I i K]